# Georg Wilhelm Freyreiss
Georg Wilhelm Freyreiss (Francoforte sul Meno, 12 luglio 1789 – Nova Viçosa, 1º  aprile 1825) è stato un naturalista tedesco.
In qualità di assistente naturalista, ha viaggiato a Rio de Janeiro, nel 1813, con Grigory Langsdorff, console russo. Ha incontrato Lorentz Westin (1787-1846), console svedese-norvegese, che ha fornito i mezzi necessari per viaggiare ed esplorare l'interno del paese. Con il geologo Wilhelm Ludwig von Eschwege, ha visitato varie località di Minas Gerais, nel corso della quale, ha raccolto numerosi esemplari ornitologici, entomologici e botanici.
Dal agosto 1815, insieme a Friedrich Sellow e il principe Maximilian zu Wied-Neuwied, ha raccolto dei campioni della provincia di Bahia per diverse istituzioni europee. Nel 1818 è stato nominato professore di zoologia presso l'Università di Rio de Janeiro.
Nel 1824 ha pubblicato Beiträge zur näheren Kenntniss des Kaiserthums Brasilien. Un'altra opera attribuita a Freyreiss è Reisen in Brasilien (1968), un libro sul Brasile che è stato pubblicato molti anni dopo la sua morte.
Il nome botanico freyreissii è stato chiamato in suo onore.